# Tachina pilosa
Tachina pilosa là một loài ruồi trong họ Tachinidae.